# Eddie Wineland
Eddie Wineland (Houston, Texas; 26 de junio de 1984) es un artista marcial mixto estadounidense que actualmente compite en la categoría de peso gallo en Ultimate Fighting Championship. Wineland fue campeón de peso gallo de World Extreme Cagefighting.

## Carrera en artes marciales mixtas

### Ultimate Fighting Championship
En su debut en UFC, Wineland se enfrentó al excampeón de peso pluma de WEC Urijah Faber el 19 de marzo de 2011 en UFC 128. Wineland perdió la pelea por decisión unánime.
Wineland se enfrentó a Joseph Benavidez el 14 de agosto de 2011 en UFC on Versus 5. Wineland perdió la pelea por decisión unánime.
Wineland se enfrentó a Scott Jorgensen el 8 de junio de 2012 en UFC on FX 3. Wineland derrotó a Jorgenson por KO en la segunda ronda, siendo la primera vez que Jorgensen perdía por la vía del KO. Tras el combate ambos peleadores recibieron el premio a la Pelea de la Noche.
El 29 de diciembre de 2012, Wineland se enfrentó a Brad Pickett en UFC 155. Wineland ganó la pelea por decisión dividida.
Wineland se enfrentó a Renan Barão el 21 de septiembre de 2013 en UFC 165. Barão derrotó a Wineland por nocaut técnico en la segunda ronda.
Wineland se enfrentó a Yves Jabouin el 25 de enero de 2014 en UFC on Fox 10. Wineland ganó la pelea por nocaut técnico en la segunda ronda.
Wineland se enfrentó a Johnny Eduardo el 10 de mayo de 2014 en UFC Fight Night 40. Wineland perdió la pelea por nocaut técnico en la primera ronda.
El 25 de julio de 2015, Wineland se enfrentó a Bryan Caraway en UFC on Fox 16. Wineland perdió la pelea por decisión unánime.
Wineland se enfrentó a Frankie Saenz el 23 de julio de 2016 en UFC on Fox 20. Ganó la pelea a través de TKO en la tercera ronda. Tras el combate, recibió el premio a la Actuación en la Noche.
Wineland se enfrentó a Takeya Mizugaki el 17 de diciembre de 2016 en UFC on Fox 22. Ganó la pelea a través de TKO en la primera ronda.
Wineland se enfrentó a John Dodson el 22 de abril de 2017 en UFC Fight Night 108. Perdió la pelea por decisión unánime.
Wineland se enfrentó a Alejandro Pérez el 14 de julio de 2018 en UFC Fight Night 133. Perdió la pelea por decisión unánime.

## Vida personal
Wineland asistió a la universidad durante un año y medio y es bombero a tiempo completo. También trabaja a tiempo parcial para una empresa de mantenimiento.

## Campeonatos y logros
- Ultimate Fighting Championship
  - Pelea de la Noche (Una vez)

- World Extreme Cagefighting
  - Campeón de Peso Gallo (Una vez, el primero)
  - KO de la Noche (Dos veces)

- Total Fight Challenge
  - Campeón de Peso Gallo (Una vez)

- Sherdog
  - Equipo más violento del Año (2010)[16]

## Récord en artes marciales mixtas
| Resultado | Récord  | Oponente          | Método                           | Evento                                 | Fecha                    | Ronda | Tiempo | Localización           | Notas                                                   |
| --------- | ------- | ----------------- | -------------------------------- | -------------------------------------- | ------------------------ | ----- | ------ | ---------------------- | ------------------------------------------------------- |
| Derrota   | 24–15–1 | John Castañeda    | TKO (golpes)                     | UFC Fight Night: Blaydes vs. Lewis     | 20 de febrero de 2021    | 1     | 4:44   | Las Vegas, Nevada      |                                                         |
| Derrota   | 24–14–1 | Sean O'Malley     | KO (golpe)                       | UFC 250                                | 6 de junio de 2020       | 1     | 1:54   | Las Vegas, Nevada      |                                                         |
| Victoria  | 24–13–1 | Grigory Popov     | TKO (golpes)                     | UFC 238                                | 8 de junio de 2019       | 2     | 4:47   | Chicago, Illinois      |                                                         |
| Derrota   | 23–13–1 | Alejandro Pérez   | Decisión (unánime)               | UFC Fight Night: dos Santos vs. Ivanov | 14 de julio de 2018      | 3     | 5:00   | Boise, Idaho           |                                                         |
| Derrota   | 23–12–1 | John Dodson       | Decisión (unánime)               | UFC Fight Night: Swanson vs. Lobov     | 22 de abril de 2017      | 3     | 5:00   | Nashville, Tennessee   |                                                         |
| Victoria  | 23–11–1 | Takeya Mizugaki   | TKO (golpes)                     | UFC on Fox: VanZant vs. Waterson       | 17 de diciembre de 2016  | 1     | 3:04   | Sacramento, California |                                                         |
| Victoria  | 22–11–1 | Frankie Saenz     | TKO (golpes)                     | UFC on Fox: Holm vs. Shevchenko        | 23 de julio de 2016      | 3     | 1:54   | Chicago, Illinois      | Actuación de la noche.                                  |
| Derrota   | 21–11–1 | Bryan Caraway     | Decisión (unánime)               | UFC on Fox: Dillashaw vs. Barão 2      | 25 de julio de 2015      | 3     | 5:00   | Chicago, Illinois      |                                                         |
| Derrota   | 21–10–1 | Johnny Eduardo    | TKO (golpes)                     | UFC Fight Night: Brown vs. Silva       | 10 de mayo de 2014       | 1     | 4:37   | Cincinnati, Ohio       |                                                         |
| Victoria  | 21–9–1  | Yves Jabouin      | TKO (golpes)                     | UFC on Fox: Henderson vs. Thomson      | 25 de enero de 2014      | 2     | 4:16   | Chicago, Illinois      |                                                         |
| Derrota   | 20–9–1  | Renan Barão       | TKO (patada con giro y golpes)   | UFC 165                                | 21 de septiembre de 2013 | 2     | 0:35   | Toronto                | Por el Campeonato Interino de Peso Gallo de UFC.        |
| Victoria  | 20–8–1  | Brad Pickett      | Decisión (dividida)              | UFC 155                                | 29 de diciembre de 2012  | 3     | 5:00   | Las Vegas, Nevada      |                                                         |
| Victoria  | 19–8–1  | Scott Jorgensen   | KO (golpes)                      | UFC on FX: Johnson vs. McCall          | 8 de junio de 2012       | 2     | 4:10   | Sunrise, Florida       | Pelea de la Noche.                                      |
| Derrota   | 18–8–1  | Joseph Benavidez  | Decisión (unánime)               | UFC Live: Hardy vs. Lytle              | 14 de agosto de 2011     | 3     | 5:00   | Milwaukee, Wisconsin   |                                                         |
| Derrota   | 18–7–1  | Urijah Faber      | Decisión (unánime)               | UFC 128                                | 19 de marzo de 2011      | 3     | 5:00   | Newark, Nueva Jersey   |                                                         |
| Victoria  | 18–6–1  | Ken Stone         | KO (slam)                        | WEC 53                                 | 16 de diciembre de 2010  | 1     | 2:11   | Glendale, Arizona      | KO de la Noche.                                         |
| Victoria  | 17–6–1  | Will Campuzano    | KO (golpe al cuerpo)             | WEC 49                                 | 20 de junio de 2010      | 2     | 4:44   | Edmonton               | KO de la Noche.                                         |
| Victoria  | 16–6–1  | George Roop       | Decisión (unánime)               | WEC 46                                 | 10 de enero de 2010      | 3     | 5:00   | Sacramento, California |                                                         |
| Victoria  | 15–6–1  | Manny Tapia       | Decisión (unánime)               | WEC 43                                 | 10 de octubre de 2009    | 3     | 5:00   | San Antonio, Texas     |                                                         |
| Derrota   | 14–6–1  | Rani Yahya        | Sumisión (rear-naked choke)      | WEC 40                                 | 5 de abril de 2009       | 1     | 1:07   | Chicago, Illinois      |                                                         |
| Victoria  | 14–5–1  | Wade Choate       | Sumisión (golpes)                | C3: Domination                         | 22 de noviembre de 2008  | 1     | 2:29   | Hammond, Indiana       |                                                         |
| Victoria  | 13–5–1  | Jason Tabor       | KO (golpes)                      | Total Fight Challenge 11               | 19 de febrero de 2008    | 2     | 4:42   | Hammond, Indiana       | Ganó el Campeonato de Peso Gallo de TFC.                |
| Derrota   | 12–5–1  | Chase Beebe       | Decisión (unánime)               | WEC 26                                 | 24 de marzo de 2007      | 5     | 5:00   | Las Vegas, Nevada      | Perdió el Campeonato de Peso Gallo de WEC.              |
| Victoria  | 12–4–1  | Dan Swift         | Decisión (unánime)               | Total Fight Challenge 7                | 10 de febrero de 2007    | 2     | 5:00   | Hammond, Indiana       |                                                         |
| Victoria  | 11–4–1  | Antonio Bañuelos  | KO (patada a la cabeza y golpes) | WEC 20                                 | 5 de mayo de 2006        | 1     | 2:36   | Lemoore, California    | Se convierte en el primer Campeón de Peso Gallo de WEC. |
| Victoria  | 10–4–1  | Kurt Deeron       | TKO (golpes)                     | Duneland Classic 3                     | 25 de marzo de 2006      | 2     | 2:26   | Portage, Indiana       |                                                         |
| Victoria  | 9–4–1   | Tim Norman        | Sumisión (rear-naked choke)      | Total Fight Challenge 5                | 18 de febrero de 2006    | 1     | 2:40   | Hammond, Indiana       |                                                         |
| Victoria  | 8–4–1   | Justin Hamm       | TKO (golpes)                     | ECF: Beatdown At The Fairgrounds 5     | 11 de febrero de 2006    | 2     | 4:55   | Indianapolis, Indiana  |                                                         |
| Victoria  | 7–4–1   | Christian Nielson | Decisión                         | Courage Fighting Championships 4       | 7 de enero de 2006       |       |        | Lincoln, Illinois      |                                                         |
| Victoria  | 6–4–1   | John Hosman       | Sumisión (rear-naked choke)      | IHC 9: Purgatory                       | 19 de noviembre de 2005  | 1     | 3:18   | Hammond, Indiana       |                                                         |
| Victoria  | 5–4–1   | Steve Hallock     | TKO (golpes)                     | Total Fight Challenge 4                | 17 de septiembre de 2005 | 2     | 4:40   | Hammond, Indiana       |                                                         |
| Victoria  | 4–4–1   | Chad Washburn     | Sumisión (estrangulamiento)      | Duneland Classic 2                     | 6 de agosto de 2005      | 2     |        | Portage, Indiana       |                                                         |
| Derrota   | 3–4–1   | Brandon Carlson   | TKO (lesión)                     | XKK: Xtreme Cage Combat                | 23 de octubre de 2004    |       |        | Curtiss, Wisconsin     |                                                         |
| Derrota   | 3–3–1   | Jim Bruketta      | Sumisión (rear-naked choke)      | Total Martial Arts Challenge 2         | 28 de agosto de 2004     | 1     |        | Hammond, Indiana       |                                                         |
| Victoria  | 3–2–1   | Tim Panicucci     | TKO (golpes)                     | Freestyle Combat Challenge 14          | 6 de marzo de 2004       | 1     | 4:56   | Racine, Wisconsin      |                                                         |
| Victoria  | 2–2–1   | Omar Choudhury    | KO (rodillazo)                   | Freestyle Combat Challenge 13          | 17 de enero de 2004      | 2     | 2:25   | Racine, Wisconsin      |                                                         |
| Derrota   | 1–2–1   | Stonnie Dennis    | Sumisión (heel hook)             | HOOKnSHOOT: HOOKnSHOOT                 | 13 de septiembre de 2003 | 1     | 1:53   | Evansville, Indiana    |                                                         |
| Derrota   | 1–1–1   | Mustafa Hussaini  | Sumisión (armbar)                | Extreme Challenge 51                   | 2 de agosto de 2003      | 2     | 1:21   | St. Charles, Illinois  |                                                         |
| Empate    | 1–0–1   | Mustafa Hussaini  | Empate                           | Shooto: Midwest Fighting               | 21 de mayo de 2003       | 2     | 5:00   | Hammond, Indiana       |                                                         |
| Victoria  | 1–0     | Joel Cleverly     | Sumisión                         | Maximum Combat 6                       | 12 de abril de 2003      | 1     | 3:10   | Fort Wayne, Indiana    |                                                         |